# Morup
Morup ist ein Ort (tätort) in der schwedischen Provinz Hallands län und der historischen Provinz Halland und gehört zur Gemeinde (Landkreis) Falkenberg.

## Geographische Lage
Der Ort liegt an der Europastraße 6 zwischen Falkenberg und Varberg, 1,5 km westlich der Abfahrt Morup und 10 km nordnordwestlich des Zentrums der Stadt Falkenberg. 
Im Westen des Orts ist die Küste des Kattegat knapp 3 km entfernt. 
Der kleine Flugplatz Morup (auch Falkenberg/Morup oder "Larslanda" genannt) (ICAO-Code ESGF) liegt 1,8 km südsüdwestlich.